# یواس‌آرسی بیب (۱۸۴۳)
یواس‌آرسی بیب (۱۸۴۳) (به انگلیسی: USRC Bibb (1843)) یک کشتی بود که طول آن ۱۶۰ فوت (۴۹ متر) بود. این کشتی در سال ۱۸۴۵ ساخته شد.